# Leader (Saskatchewan)
Pour les articles homonymes, voir Leader (homonymie).
Leader est une ville de la Saskatchewan au Canada.

## Géographie
La localité de Leader est située dans le sud-ouest de la province de Saskatchewan, à 350 km à l'est de la ville de Calgary.

## Toponymie
Le village est créé en 1907 sous le nom de Prussia, du fait de l'origine de ses premiers habitants. Il change de nom pour Leader en 1917 en raison du sentiment anti-allemand causé par la Première Guerre mondiale alors en cours.

## Démographie
| 2011 | 2016 | 2021 |
| ---- | ---- | ---- |
| 821  | 863  | 881  |